# Richard Justin Lado
Richard Justin Lado (Jartum, Sudán, 5 de octubre de 1979) es un exfutbolista sursudanés, nacido en Sudán. Jugó como defensa y su último club fue el Al-Malakia FC. Marcó el primer gol de la selección sursudanesa en un partido oficial internacional.

## Selección nacional
Richard representó a Sudán durante los años 2000. Sus mejores momentos con los Halcones de Jediane se dieron entre los septiembres de 2006 y 2007, por la clasificación para la Copa Africana de Naciones de 2008. Allí, marcó el 7 de octubre de 2006 un autogol que permitió a Túnez ganar por 1:0, en lo que sería la única derrota y único partido no-ganado de Sudán en este proceso clasificatorio. Luego, el 2 de junio de 2007, Lado marcó dos goles frente a Mauricio en Omdurmán y su selección venció por 3:0. 
Richard fue un titular insustituible durante esta campaña y del mismo modo lo fue en los tres partidos de Sudán en la Copa Africana de Naciones, en enero de 2008, donde fueron derrotados todos por 0:3. El 11 de octubre de 2008, jugó por última vez con esta selección, contra Congo, por la clasificación para la Copa Mundial de Fútbol de 2010.
Tras más de dos años sin ser tenido en cuenta por la selección sudanesa y siendo un descendiente de sursudaneses, Richard optó a mediados de 2011 por representar a la entonces recién creada selección de Sudán del Sur, cuyo país se había independizado de Sudán el 9 de julio de ese año como resultado del referéndum celebrado seis meses atrás. 
Dado que Sudán del Sur no era miembro de la Confederación Africana de Fútbol y ni de la FIFA cuando Richard representó a Sudán, éste pudo cambiar legalmente de asociación y poder participar con los sursudaneses de las mismas competiciones continentales y mundiales que antes había disputado para Sudán. Con la Estrella Brillante, Lado marcó el 10 de julio de 2012 contra Uganda el primer gol internacional de Sudán del Sur como miembro de la FIFA.

## Clubes
| Club              | País  | Año         |
| ----------------- | ----- | ----------- |
| Al-Hilal Omdurmán | Sudán | 1999 - 2010 |
| Al Khartoum SC    | Sudán | 2010 - 2013 |
| Al-Malakia FC     | Sudán | 2013 - 2016 |

- Datos: Q428272